# 에즈잔 알리오스키
에즈잔 알리오스키(마케도니아어: Езѓан Алиоски, 1992년 2월 12일 ~ )는 사우디 프로페셔널리그 클럽 알아흘리와 북마케도니아 국가대표팀에서 활약하는 북마케도니아의 프로 축구 선수이다.
그는 흔히 '잔니'로 알려져 있다. 다재다능한 왼발잡이인 알리오스키는 스트라이커, 수비형 미드필더, 공격형 미드필더, 라이트 윙어, 레프트 윙백 또는 레프트백으로 활약할 수 있다.
알리오스키는 높은 페이스와 체력으로 인해 리즈 유나이티드 팬들에 의해 자신들만의 "듀라셀 버니"로 불렸다.

## 구단 경력

### 어린 시절
2003년에 유소년 아카데미에 입단한 알리오스키는 2010년부터 2013년까지 영 보이스 2군에서 레프트백으로 경력을 시작했으며, 57경기에서 4골을 넣었다. 2013년 1월에는 샤프하우젠으로 임대되어 이적한 후 2013년 10월에 영구 이적하여 77경기에서 4골을 넣었다.

### 루가노
그는 2016년 1월에 임대로 루가노에 합류했고, 2월 13일, 툰과의 경기에서 2-1로 패배하며 데뷔 전을 치렀다. 그를 레프트백으로 영입했음에도 불구하고, 당시 루가노 감독이었던 즈데네크 제만은 2015-16년 시즌이 끝날 무렵 알리오스키를 공격형 라이트 윙어와 스트라이커로 교체했다. 그는 2016년 5월 11일, 취리히와의 경기에서 4-0 승리를 거두며 클럽의 첫 골을 기록했다.
2016년 6월, 그의 이적은 영구화되었다. 새로운 감독 안드레아 만조는 시즌이 시작된 후에도 계속해서 공격 역할을 맡았다. 그는 2016년 7월 30일, 영 보이스와의 두 번째 경기에서 2-1로 승리하며 팀의 첫 골을 기록했다. 그는 클럽에서의 첫 10경기에서 7골을 넣었다. 2017년 4월 19일, 알리오스키는 시옹과의 경기에서 4-2로 승리한 루가노를 위해 해트트릭을 기록했다.

### 리즈 유나이티드
알리오스키는 잉글랜드 축구 2부 리그에서 세 시즌을 뛰었음에도 불구하고, 리즈 유나이티드가 16년 만에 프리미어리그로 복귀한 2019-20년 시즌의 일원이었다. 그는 2019-20년 시즌에 중요한 골을 넣었다.
알리오스키는 2017년 7월 13일, 잉글랜드 클럽 리즈 유나이티드에 입단했다. 2017년 8월 6일, 그는 볼턴 원더러스와의 경기에서 3-2로 승리하며 데뷔 전을 치렀고 팀 동료 크리스 우드의 골을 어시스트했다.

### 알아흘리
2021년 7월 29일, 알리오스키는 사우디아라비아 클럽 알아흘리와 계약했다.

#### 페네르바흐체로의 임대
2022년 8월 2일, 그는 쉬페르리그 클럽 페네르바흐체와 1년 임대 계약을 체결했다.
알리오스키는 페네르바흐체와 함께 2023년 튀르키예 쿠파스에서 결승전에서 이스탄불 바샥셰히르를 2-0으로 꺾고 우승했다.

## 국가대표팀 경력
알바니아 혈통으로 인해 북마케도니아와 알바니아를 대표할 자격이 생긴 알리오스키는 자신의 출생 국가인 북마케도니아를 대표하기로 결정했다. 다양한 청소년 국가대표팀에서 북마케도니아를 대표한 후, 2013년에 성인 국가대표팀에 데뷔했다.
그는 2016년 9월 5일, 알바니아와의 2018년 FIFA 월드컵 예선 경기에서 첫 국제 경기 골을 기록했다. 주로 레프트 윙백 포지션에서 국가대표로 활약하다가 공격형 미드필더 포지션으로 전환되었다.
2018년 9월 6일, 알리오스키는 지브롤터와의 UEFA 네이션스리그 경기에서 2-0 승리를 거두며 득점했다. 그는 9월 9일, 아르메니아와의 UEFA 네이션스리그 경기에서 2-0 승리를 거두며 자국의 다음 경기에서 득점했다.
2021년 5월, 알리오스키는 연기된 UEFA 유로 2020에서 북마케도니아를 대표할 최종 26인 명단에 선정되었으며, 이는 북마케도니아가 주요 대회에 처음 출전한 것을 의미한다. 북마케도니아가 오스트리아를 상대로 대회 개막전을 치르는 동안, 스트라이커 마르코 아르나우토비치 (세르비아계)가 득점한 직후 아르나우토비치는 알리오스키와 알바니아계 팀 동료인 에그존 베이툴라이 (두 사람 모두 반알바니아계 노예로 추정됨)를 향해 분노하며 소리쳤다. 북마케도니아 축구 연맹은 UEFA의 조치를 촉구하는 성명을 발표했다.

## 사생활
알리오스키는 무슬림이다. 그는 알바니아어, 크로아티아어, 영어, 프랑스어, 독일어, 이탈리아어, 마케도니아어, 스페인어를 유창하게 구사할 수 있는 다국어 사용자이다. 그는 북마케도니아와 스위스 시민권을 가지고 있다.

## 수상
리즈 유나이티드
- EFL 챔피언십 : 2019–20[22]

페네르바흐체
- 튀르키예 쿠파스 : 2022–23

알아흘리
- AFC 챔피언스리그 엘리트 : 2024–25[23]